# Mai Padmore
Edith Mai Padmore, née Wiles en 1916, morte en 1988, est une femme politique libérienne. Elle est devenue la première femme ministre du Liberia lorsqu'elle a été nommée ministre de la Santé et des Affaires sociales.

## Biographie
Mai Wiles est née le 20 août 1916 à Monrovia. Elle est la fille de Richard Wiles, président de la Chambre des représentants du Liberia, et de Mai Grimes, sœur de Louis Arthur Grimes, juge en chef du Liberia (le juge en chef, au Liberia, est le responsable de la Justice au sein du gouvernement et le président de la Cour Suprême). La mère de son père était Vai et ses autres grands-parents étaient originaires des Antilles. Elle fait ses études à la Trinity Parish School et au College of West Africa (école supérieure méthodiste libérienne), d'où elle sort major de sa promotion. Elle enseigne pendant un an après son diplôme. Après une formation à la Eugenia Simpson Cooper Secretarial School, elle devient secrétaire personnelle du président Edwin Barclay.
En 1939, elle épouse le futur diplomate George A. Padmore. De 1940 à 1950, elle est secrétaire du directeur général de la Firestone Plantation Company. Elle devient ensuite secrétaire exécutive de la présidente Tubman de 1951 à 1955. En 1956, elle accompagne son mari aux États-Unis, où il est nommé ambassadeur. Elle participe à l'organisation de la conférence de Saniquellie en 1959 et de la conférence de Monrovia en 1962, qui débouche sur la création de l'Organisation de l'unité africaine. De 1963 à 1971, elle est l'assistante spéciale du président Tubman.
Le président William Tolbert la nomme ministre de la Santé et du Bien-être social le 11 janvier 1972,. C'est la première femme à être ministre dans ce pays. Elle le reste jusqu'en 1973.
Elle meurt le 3 juillet 1988, à 71 ans.